# Moqhaka
Moqhaka es un municipio local sudafricano situado en el distrito de Fezile Dabi, en la provincia de Estado Libre.

## Superficie
Moqhaka tiene una superficie de 7925 km².

## Demografía
En 2022, tenía 155 410 habitantes, una densidad poblacional de 19,61 hab./km², y 42 789 viviendas.